# چراغ قرمز چراغ سبز

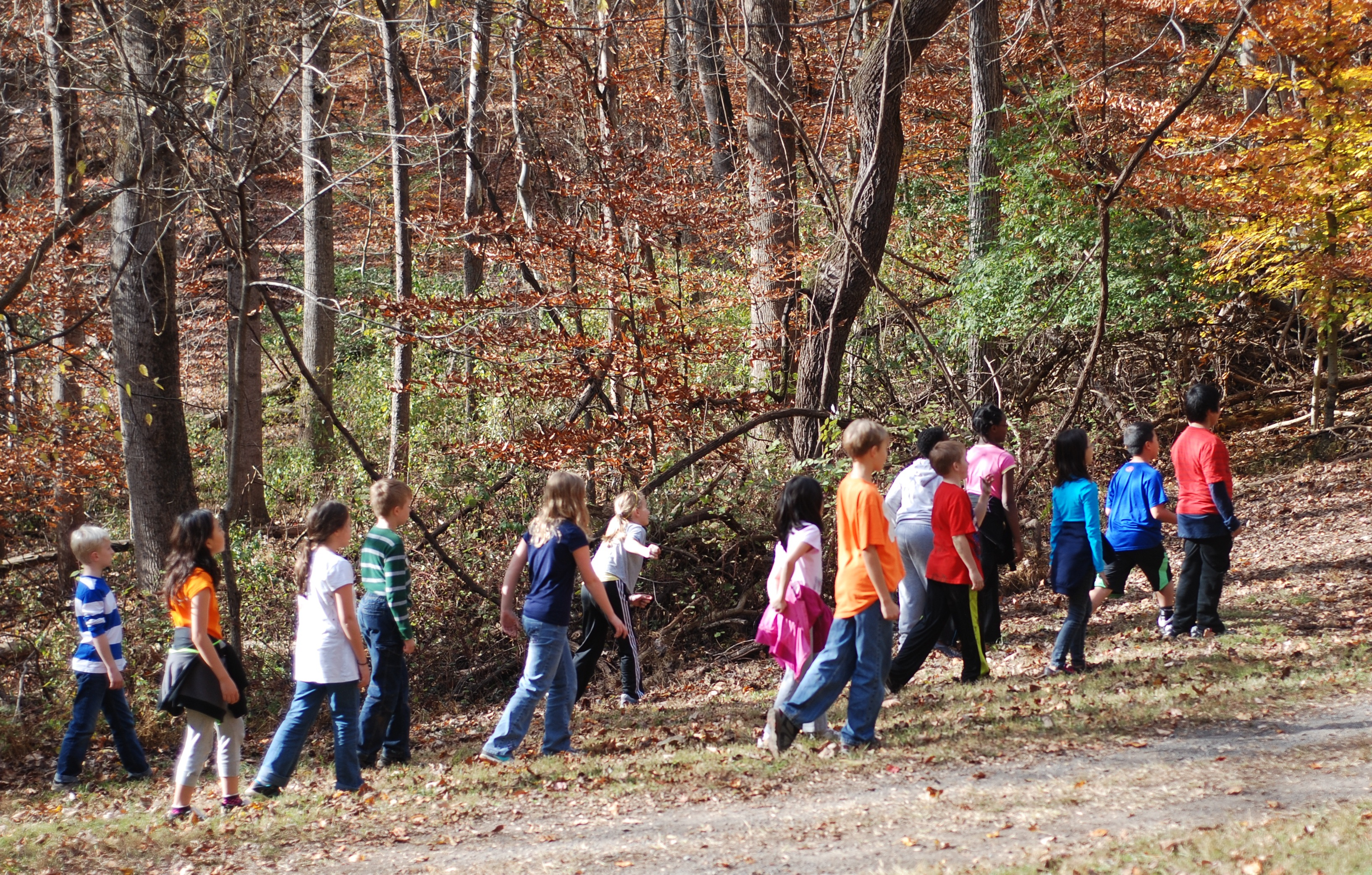
چراغ قرمز ، چراغ سبز

مجسمه‌ها (به انگلیسی: Statues) که همچنین به عنوان چراغ قرمز، چراغ سبز (Red Light, Green Light) نیز شناخته می شود یک بازی محبوب کودکانه است که اغلب در کشورهای مختلف انجام می شود. نحوه انجام بازی در مناطق مختلف جهان متفاوت است.